# Internodium (Neurobiologie)
Als Internodium bezeichnet man in der Neurobiologie bei markhaltigen Nervenfasern von Wirbeltieren den myelinisierten Abschnitt des Axons einer Nervenzelle zwischen zwei aufeinanderfolgenden Ranvier-Schnürringen.
Die elektrisch isolierende Myelinscheide um das Axon wird von besonderen Gliazellen des Nervensystems gebildet, im peripheren Nervensystem den Schwann-Zellen, im Zentralnervensystem den Oligodendrozyten. Dies geschieht, indem sich je eine Gliazelle oder Anteile von ihr um einen bestimmten Axonabschnitt wickeln. Dabei bleiben jeweils zwischen den einzelnen, das Axon als Achsenzylinder umhüllenden Markscheidenabschnitten schmale Lücken, die entlang der Nervenfaser in regelmäßigen Abständen auftreten als eingeschnürte Bereiche der Gliahülle, wo die isolierenden Markscheidenlamellen fehlen.
Nur in diesen sogenannten Ranvier-Schnürringen liegt das Axon frei genug, um bei der saltatorischen Erregungsleitung ein Aktionspotential aufzubauen. Der entsprechende Axonabschnitt zeigt hier bei dickeren markreichen Nervenfasern eine Kaliberschwankung, den Ranvier-Knoten (node of Ranvier). Nach Aufbau wie Funktion unterscheiden sich (erst) bei einem myelinisierten Axon die einem Ranvier-Schnürring zugeordneten nodalen Abschnitte von den internodalen zwischen den Knoten. Zu jedem von einer Gliazelle gebildeten isolierenden Abschnitt der Markscheide zwischen zwei Ranvier-Schnürringen gehört somit ein isolierter Axonabschnitt, an dem bei markhaltigen Nervenfasern für die Erregungsleitung kein Aktionspotential mehr aufgebaut werden muss, ein Internodium.
Die Länge von Internodien variiert bei menschlichen Nervenfasern u. a. in Abhängigkeit vom Faserkaliber und beträgt in der mittleren Verlaufsstrecke peripherer Nerven 0,5–1 mm.